# Jérémy Berthod
Jérémy Berthod (* 24. April 1984 in Tassin la Demi Lune) ist ein ehemaliger französischer Fußballspieler.

## Karriere

### Verein
Berthod kommt aus der Talenteschmiede von Olympique Lyon. In der Saison 2003/04 stand er erstmals im Profikader des Klubs. Seine erste Spielzeit war auch gleichzeitig seine erfolgreichste, als er insgesamt 27 Spiele absolvierte. Mit den Ostfranzosen konnte er insgesamt vier französische Meisterschaften gewinnen. Zu seinen größten Erfolgen zählen die Meistertitel in der Ligue 1 sowie der Gewinn des französischen Supercups zwischen 2004 und 2006 mit Lyon. Im Sommer 2007 wechselte Berthod für zwei Millionen Euro zum Ligakonkurrenten AS Monaco. Nach nur einem Jahr und insgesamt zwölf Ligaspieleinsätzen kehrte er den Monegassen wieder den Rücken zu und unterzeichnete einen neuen Vertrag beim Ligakonkurrenten AJ Auxerre. Nach vier Jahren wechselte er weiter zu Sarpsborg 08 FF und beendete dort im Januar 2015 seine Karriere.

### Nationalmannschaft
Berthod war U-21-Auswahlspieler und gehörte zum Nationalmannschaftskader der Franzosen während der Europameisterschaft 2006 in Portugal. Er absolvierte drei von vier Spielen.

### Trainer
Seit 2017 arbeitet Berthod als Trainer verschiedener Altersstufen in der Jugendakademie von Olympique Lyon.

## Erfolge
- Französischer Fußballmeister mit Olympique Lyon: 2004, 2005, 2006, 2007
- französischer Super-Cup-Sieger mit Olympique Lyon: 2004, 2005, 2006